# Joosepikuiv
Joosepikuiv ist eine unbewohnte Insel, 1,1 Kilometer von der größten estnischen Insel Saaremaa entfernt. Die Insel liegt in der Landgemeinde Saaremaa im Kreis Saare. Sie gehört zum Nationalpark Vilsandi.
Joosepikuiv ist 80 Meter lang und zehn Meter breit.